# Wierzejskiella subterranea
Wierzejskiella subterranea is een soort in de taxonomische indeling van de raderdieren (Rotifera). 
Het dier behoort tot het geslacht Wierzejskiella en behoort tot de familie Dicranophoridae. De wetenschappelijke naam van de soort werd voor het eerst geldig gepubliceerd in 1949 door Remane.